# Хіроші Мікітані
Хіроші Мікітані (яп. 三木谷浩史, Mikitani Hiroshi) (нар. 11 березня 1965) — японський мільярдер, бізнесмен і письменник. Засновник і генеральний директор Rakuten, Inc, президент Crimson Group, голова футбольного клубу Віссел Кобе, голова Токійського філармонічного оркестру та член правління Lyft.

## Молодість і освіта
Мікітані народився в 1965 році і виріс у Кобе, префектура Хіого. Його батько Ріоічі Мікітані був головою Японського товариства монетарної економіки та професором Університету Кобе. Мати Сецуко закінчила університет Кобе і працювала в торговій компанії; відвідувала початкову школу в Нью-Йорку. Через свою бабусю по батькові він стверджує, що походить від Хонди Тадакацу, одного з Чотирьох Небесних Королів сьогуна Токугави Іеясу. Його бабуся народилася в знатній родині, яка пережила важкі часи, і виховувала батька Мікітані як мати-одиначка, керуючи тютюновою крамницею. Його дід був бізнесменом у Нью-Йорку і був співзасновником Minolta. Рьоічі був першим японським стипендіатом Фулбрайта в США і два роки викладав у Єльському університеті; протягом цього часу, з 1972 по 1974 рік, сім'я жила в Нью-Хейвені, штат Коннектикут.  Його сестра Ікуко є лікарем (доктор медицини в Осакському університеті), а його брат Кенічі є професором біології в Токійському університеті.
Мікітані навчався в університеті Хітоцубаші, який закінчив у 1988 році зі ступенем в комерції.

## Кар'єра

### Банківська справа
Мікітані працював у Індустріальному банку Японії (тепер частина Mizuho Corporate Bank) з 1988 по 1996 рік, з перервою з 1991 по 1993 рік для відвідування Гарвардської школи бізнесу. Він пішов, щоб створити власну консалтингову групу під назвою Crimson Group. Мікітані заявив, що руйнування, спричинені руйнівним землетрусом у Кобе 1995 року, змусили його зрозуміти, що він хоче допомогти відродити економіку Японії, що призвело до його відставки з банківської справи та рішення відкрити власний бізнес.

### Rakuten
У 1996 році Мікітані почав займатися бізнесом високих технологій і почав розглядати різні бізнес-моделі та вирішив запустити онлайн-торговий центр. 7 лютого 1997 року Мікітані заснував компанію електронної комерції MDM, Inc. з трьома співзасновниками та 250 000 доларів США власних грошей, запустивши онлайн-ринок Rakuten Ichiba в Японії 1 травня 1997 року. У 1999 році компанія була перейменована в Rakuten, Inc., а в 2000 році Мікітані оприлюднив її на JASDAQ  . Засновуючи компанію, Мікітані передбачав онлайн-ринок, зосереджений на обміні між покупцями та продавцями, як гібрид між eBay та Amazon.com. Він починався як невеликий онлайн-ринок із 13 магазинами та 6 працівниками, а згодом перетворився на «гіганта електронної комерції». 
У 2010 році Mikitani змінив фокус Rakuten, оскільки компанія почала розширюватись за межами Японії, придбавши закордонні сайти електронної комерції, зокрема Buy.com у США (нині Rakuten.com ), PriceMinister у Франції та продовживши роботу з компаніями, включаючи канадські електронні сайти. книжковий сервіс Kobo (тепер Rakuten Kobo), американський веб-сайт повернення грошей Ebates (тепер Rakuten Rewards) і кіпрський додаток для обміну повідомленнями Viber (тепер Rakuten Viber), а також міноритарні частки в онлайн-сайті скрапбукінгу Pinterest і додатку для замовлення поїздок Lyft (де Мікітані обслуговує як член правління). Rakuten має бізнес-підрозділи, включаючи подорожі, електронні книги, кредитні картки, онлайн-магазини, банківські справи та бейсбольну команду Rakuten Golden Eagles.  До 2017 року в Rakuten було понад 14 000 співробітників, понад 42 000 магазинів на сайтах електронної комерції та продажі майже 6 мільярдів доларів США з понад 100 мільйонами членів у Японії.
Починаючи з березня 2010 року, Мікітані реалізував план, який він називає «англізацією», за два роки зробивши англійську мову основною мовою Rakuten. У той час як президент Honda Таканобу Іто в 2010 році відкинув план як «дурний», Мікітані вважає, що «англійська більше не є перевагою – це вимога». Він вважає вільне володіння японською компанією англійською мовою, а також зустрічі та звітність англійською мовою, великою перевагою для компанії в усьому світі. У 2011 році ініціатива Мікітані щодо англізації була представлена в тематичному дослідженні Harvard Business Review.
Мікітані був президентом Rakuten з моменту її заснування, а в 2001 році він також став головою. Серед інших його титулів — голова Rakuten Travel, голова футбольного клубу Rakuten Vissel Kobe, директор PriceMinister, директор (голова) Rakuten Kobo та голова, директор-представник і власник команди Rakuten Baseball. У 2011 році він був призначений головою Токійського філармонічного оркестру.

## Філантропія
27 лютого 2022 року Мікітані оголосив про пожертву в розмірі 1 мільярда єн українському уряду на підтримку під час російського вторгнення.

## Особисте життя
Мікітані та його дружина Харуко одружилися в 1993 році. У них двоє дітей. 

## Нагороди
- Орден «За заслуги» ІІІ ступеня (Україна, 23 серпня 2022) — за значні особисті заслуги у зміцненні міждержавного співробітництва, підтримку державного суверенітету та територіальної цілісності України, вагомий внесок у популяризацію Української держави у світі.[14]